# Saint-Bonnet-de-Four
Saint-Bonnet-de-Four är en kommun i departementet Allier i regionen Auvergne-Rhône-Alpes i de centrala delarna av Frankrike. Kommunen ligger  i kantonen Montmarault som ligger i arrondissementet Montluçon. År 2022 hade Saint-Bonnet-de-Four 223 invånare.

## Befolkningsutveckling
Antalet invånare i kommunen Saint-Bonnet-de-Four
Referens: INSEE